# Frontière entre le Brésil et le Guyana
 (novembre 2023).
Si vous disposez d'ouvrages ou d'articles de référence ou si vous connaissez des sites web de qualité traitant du thème abordé ici, merci de compléter l'article en donnant les références utiles à sa vérifiabilité et en les liant à la section « Notes et références ».
La frontière entre le Brésil et le Guyana est une frontière internationale continue longue de 1 605,4 km séparant le Brésil du Guyana, deux pays d'Amérique du Sud.

## Tracé

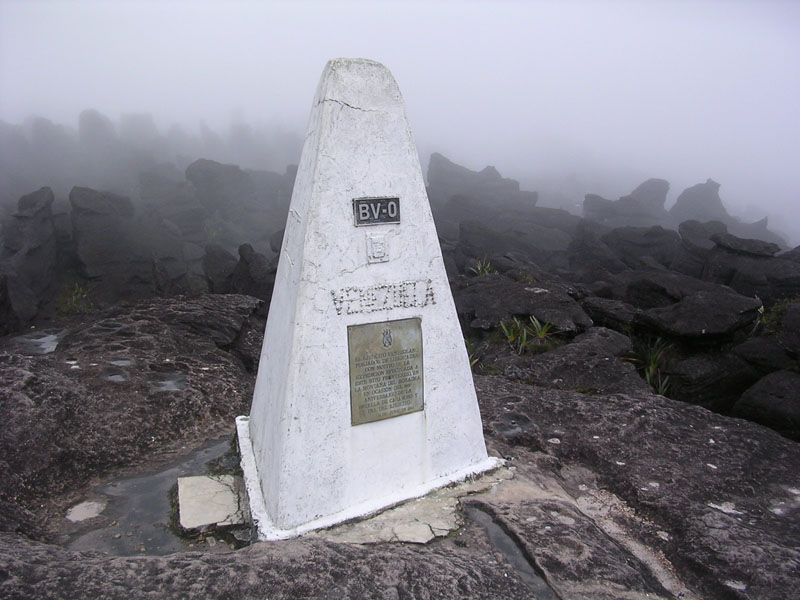
Tripoint Brésil/Venezuela/Guyana sur le mont Roraima.

La frontière débute sur le plateau des Guyanes par un tripoint où se rejoignent la frontière entre le Brésil et le Suriname, la frontière entre le Guyana et le Suriname et celle entre le Guyana et le Brésil. Puis elle court plein ouest le long de la ligne de partage des eaux entre le bassin de l'Amazone et les fleuves guyaniens se jetant directement dans l'Atlantique (Essequibo, Courantyne) sur la Sierra Acari. Elle prend ensuite une direction Nord, rejoignant le cours du rio Tacutu puis de son affluent l'Ireng, là où s'étend la savane du Rupununi. Elle longe ensuite la ligne du partage des eaux, passant par des tepuy dont le point le plus septentrional du Brésil, le Mont Caburaí, et ce jusqu'à un tripoint sur le mont Roraima, où elle rejoint la frontière entre le Brésil et le Venezuela et celle entre le Guyana et le Venezuela.

## Histoire

Carte montrant les territoires octroyés au Brésil et au Royaume-Uni après la résolution de la question du Pirara

La région resta isolée longtemps après que les Européens eurent entrepris la colonisation de l'Amérique du Sud. Tandis que les Portugais colonisaient peu à peu les confins amazoniens, les Hollandais puis leurs successeurs, les Britanniques, remontaient les grands fleuves de Guyane. Le savant prussien Robert Hermann Schomburgk explora au profit des Britanniques l'actuelle zone de la frontière à partir de 1835 et descendit en 1842 la rivière Takutu jusqu'à sa confluence avec l'Ireng, proclamant que toute la zone attenante revenait aux Britanniques. Ceci provoqua une contestation des Brésiliens qui demandèrent un arbitrage. En 1901, le litige connu sous le nom de question du Pirara fut soumis à l'arbitrage du souverain Victor-Emmanuel III d'Italie : il se conclut en faveur du Royaume-Uni, ce pays obtenant 19 630 km2 alors que seulement 13 570 km2 revenaient au Brésil. La fixation de la délimitation sur les rivières Takutu et Ireng donna aux Anglais une entrée sur le bassin amazonien. Une légère modification en 1926 donna au tracé la forme qu'il a de nos jours et qui fut matérialisée sur le terrain par des bornes à partir de 1932 et ce jusqu'en 1939.

## Populations et mouvements migratoires
La présence amérindienne est très importante dans cette zone. Les différentes ethnies (principalement Macuxi, Pemon, Wapishana et Kapon) sont réparties des deux côtés de la frontière qui a séparé artificiellement leurs territoires. Cet état de fait facilite les mouvements de population.
Au gré des péripéties de l'Histoire, les populations frontalières ont souvent migré d'un pays à l'autre. Ainsi au début du XXe siècle, alors que le bassin du rio Branco au Roraima était peu à peu colonisé par les grands propriétaires (fazendeiros) brésiliens qui instaurèrent le travail forcé ou rémunéré uniquement en nature, certains Amérindiens s'enfuirent au Guyana où le même type d'élevage bovin extensif était pratiqué, mais où les conditions salariales et le niveau de développement en général étaient bien meilleurs. Peu après l'indépendance du Guyana en 1966, les flux s'inversèrent. À la suite de l'insurrection du Rupununi de janvier 1969, fomentée par les grands éleveurs d'origine européenne soutenus par leurs employés amérindiens et réprimée durement par l'armée guyanienne, de nombreux habitants du Rupununi se réfugièrent au Brésil mais aussi au Venezuela. Par la suite, la mauvaise gestion économique par le parti au pouvoir marxisant, le People's National Congress, alimenta l'émigration en direction du Brésil, qui se poursuit encore aujourd'hui malgré les changements politiques ayant eu lieu en raison de la différence importante de niveau de vie entre les deux pays.

## Points de passage

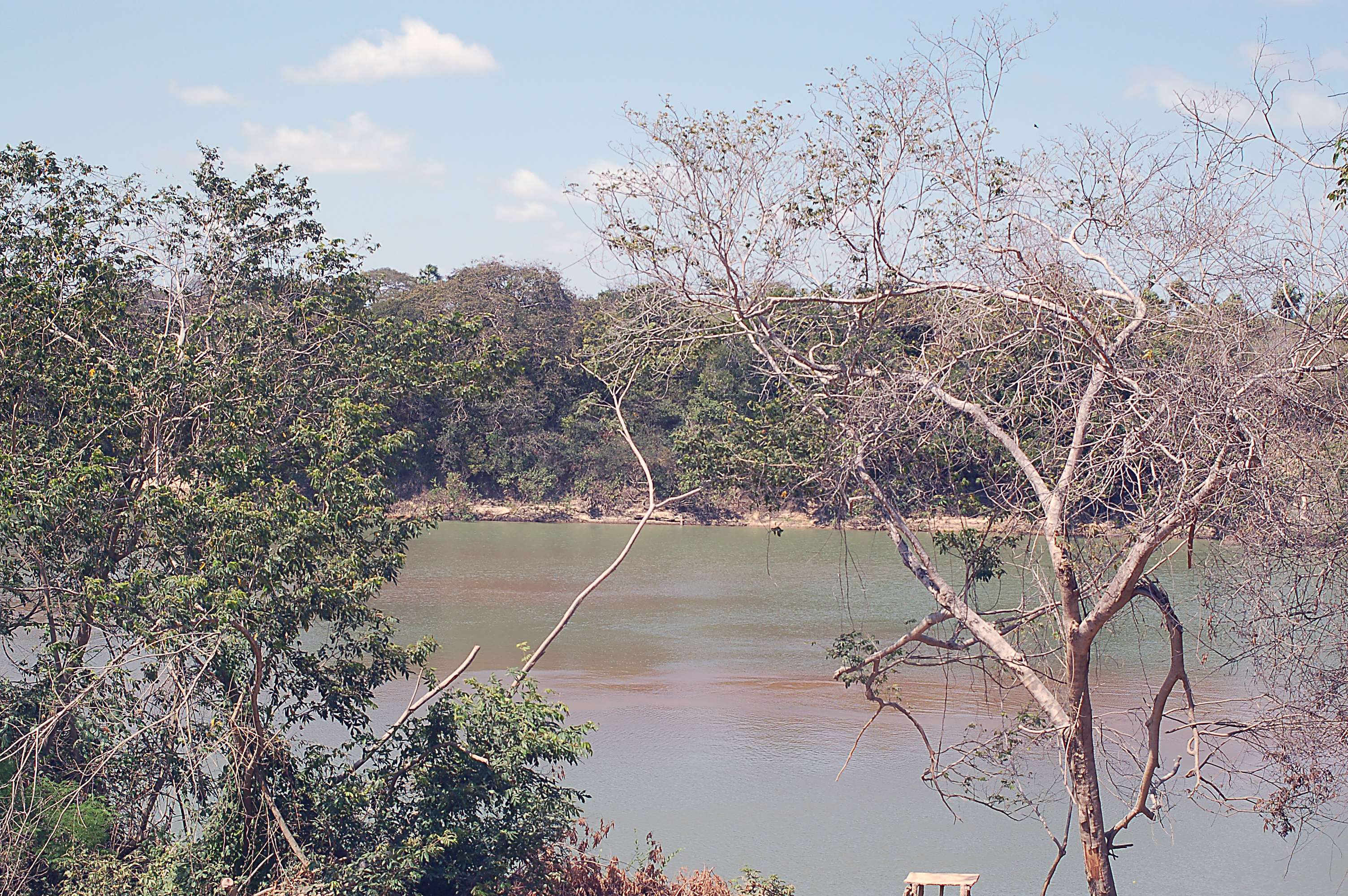
La rivière Takutu à Lethem vue du côté guyanien.

Cette longue frontière est peu aisément franchissable, les parties accidentées tant à l'Est qu'au Nord étant particulièrement difficiles d'accès. Seule la partie centrale, plane et couverte de savanes, est plus propice à la circulation. Le principal point de passage est situé à l'est de la frontière sur la rivière Takutu entre les villes guyanienne de Lethem et brésilienne de Bonfim. La construction d'un pont en 2009 a permis de créer un axe Boa Vista-Georgetown, offrant au Brésil une ouverture sur l'espace caribéen. Une route alternative existe plus au Nord entre le municipio de Normandia et Good Hope. 